# Genrich Sapgir

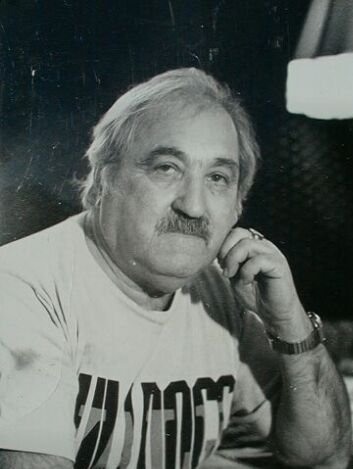
Genrich Sapgir in 1992

Genrich Veniaminovitsj Sapgir (Russisch: Генрих Вениаминович Сапгир) (Biejsk, 20 november 1928 – Moskou, 7 oktober 1999) was een Russische schrijver en dichter.

## Leven en werk
Sapgir werd geboren in een schoenmakersgezin in het Kraj Altaj-gebied. Vanaf eind jaren vijftig wijdde hij zich aan het schrijverschap. Hij publiceerde een groot aantal gedichten, verhalen en toneelstukken voor kinderen. Pas in 1978 verscheen in Frankrijk zijn eerste bundel ‘echte’ poëzie. Sapgir toont zich daarin een vruchtbaar dichter die zich met zijn lexicale en stilistische experimenten sterk richt op de uitdrukkingsmogelijkheden van de taal.
Het werk van Sapgir wordt sinds 1989 op grote schaal herdrukt in Rusland. Eind jaren negentig verschenen drie bundels met verzamelde gedichten. Zijn werk werd aan het einde van zijn leven veelvuldig onderscheiden, onder meer met de Poesjkin Prijs voor poëzie.
Sapgir overleed in 1999 aan een hartaanval in een Moskouse trolleybus.
In 2004 verscheen een biografische schets van Sapgir van de hand van David Shrayer-Petrov die hem een klassieker van de avant-garde noemde. 

## Fragment uit ‘’Parade der idioten’’
Daar lopen werkezels, daar lopen diplomaten

Daar lopen collectieven actieven en regimenten

En langs de eindeloze bakstenen muur

Lopen idioten lopen idioten

Ze lopen – en er komt geen einde aan de parade der gedrochten
En je lijkt te midden van henzelf een idioot

Meegesleurd in de stroom
Maar misschien is dat normaal? De natuur? 

En is er én beweging, én een doel én vrijheid?
Niet voor niets zijn ze op de loop van de mitrailleur geklommen

Als herfstbladeren zijn ze omgekomen, ontelbaar…
Laat ik dus sterven voor de droom van een idioot

Met de gelukzalige glimlach van een idioot
(Vertaling: Willem G. Weststeijn)